# Liste des dénominations portugaises d'origine protégée
Denominação de origem protegida, en abrégé (DOP), est la désignation d'un label de qualité portugais attribué à des produits alimentaires qui sont produits, transformés ou élaborés dans une aire géographique délimitée et dans le respect d'un cahier des charges, et soumis à des contrôles par un organisme certificateur.
Réglementée dans l'Union européenne, cette appellation déterminée par un savoir-faire reconnu et constaté, est l'équivalent de l'appellation d'origine contrôlée française.

## Liste des produits protégés[1]

### Huiles et olives

#### Huile d'olive (azeite)
- Azeite de Moura[2]
- Azeite de Trás-os-Montes [3]
- Azeite do Alentejo Interior[4]
- Azeites da Beira Interior (Azeite da Beira Alta, Azeite da Beira Baixa) [5]
- Azeites do Norte Alentejano[6]
- Azeites do Ribatejo[7]

#### Olive (azeitona)
- Azeitona de Conserva Negrinha de Freixo[8]
- Azeitonas de conserva de Elvas e Campo Maior[9]

### Viandebovine
- Carnalentejana [10]
- Carne Arouquesa[11]
- Carne Barrosã [12]
- Carne cachena da Peneda[13]
- Carne da Charneca[14]
- Carne Marinhoa[15]
- Carne Maronesa[16]
- Carne Mertolenga[17]
- Carne Mirandesa[18]

### Viandecaprine
- Cabrito Transmontano[19]

### Viandeovine
- Borrego Serra da Estrela[20]
- Borrego Terrincho[21]
- Cordeiro Bragançano[22]

### Viandeporcine
- Carne de porco Alentejano[23]
- Carne de porco bísaro transmontano[24]

### Jambons
- Presunto de Barrancos[25]
- Presunto e Paleta do Alentejo[26]

### Fruits frais

#### Ananas
- Ananás dos Açores/São Miguel[27]

#### Annona
- Anona da Madeira[28]

#### Cerise (cereja)
- Cereja da Cova da Beira[29]
- Cereja de São Julião-Portalegre [30]

#### Pomme (maçã)
- Maçã Bravo de Esmolfe[31]

#### Grenadille(Maracujá)
- Maracujá dos Açores/S. Miguel[32]

#### Poire (pera)
- Pêra Rocha do Oeste[33]

### Fruits secs

#### Amande
- Amêndoa Douro[34]

#### Marrons
- Castanha da Padrela[35]
- Castanha da Terra Fria[36]
- Castanha do Marvão-Portalegre [37]
- Castanha dos Soutos da Lapa[38]

### Miel
- Mel da Serra da Lousã [39]
- Mel da Serra de Monchique[40]
- Mel da Terra Quente[41]
- Mel das Terras Altas do Minho[42]
- Mel de Barroso[43]
- Mel do Alentejo[44]
- Mel do Parque de Montesinho[45]
- Mel do Ribatejo Norte[46]
- Mel dos Açores[47]

### Fromageet produits laitiers
- Queijo de Azeitão [48]
- Queijo de cabra transmontano[49]
- Queijos da Beira Baixa[50]
  - Queijo Amarelo da Beira Baixa[51]
  - Queijo de Castelo Branco[52]
  - Queijo Picante da Beira Baixa[53]
- Queijo de Évora[54]
- Queijo de Nisa[55]
- Queijo do Pico[56]
- Queijo Rabaçal[57]
- Queijo São Jorge[58]
- Queijo Serpa[59]
- Queijo Serra da Estrela[60]
- Queijo Terrincho[61]
- Requeijão da Serra da Estrela[62]

### Dessert

#### Prune
- Ameixa d´Elvas [63]